# Jean-François Duclerc
Jean-François Duclerc ou du Clerc (Guadalupe? - Rio de Janeiro, 18 de Março de 1711) foi um corsário Francês e cavaleiro da Ordem de São Luís.

## Biografia
Filho do primeiro casamento de Jean Duclerc, teria uma irmã, Marie Anne Duclerc, esposa de Antoine Debourg, conselheiro do Conselho soberano de Guadalupe. Iniciou a sua carreira na Marinha de França, inicialmente como capitão de uma canhoneira ("capitaine de brûlot"), depois capitão de fragata.
Em 10 de Maio de 1710, levantou ferros de La Rochelle como comandante de uma pequena armada aprestada no porto de Brest para atacar a cidade do Rio de Janeiro, na costa do Brasil, porto por onde era escoado o ouro das Minas Gerais com destino a Portugal. A armada era constituída por seis navios, transportando um efetivo estimado entre 800 e 1200 homens.
No fim de Agosto desse ano alcançou a entrada da baía de Guanabara e tentou conquistar a cidade. Os portugueses foram avisados de sua chegada, pelo que perdeu o efeito surpresa. Desse modo, o planejado ataque revelou-se um fracasso: a pequena força foi esmagada sem dificuldade: 400 Franceses pereceram e 700 foram capturados, inclusive o próprio Duclerc, encurralados no chamado "trapiche", área do antigo porto do Rio de Janeiro onde eram armazenado o açúcar, gênero importante na pauta das exportações da capitania.
A 11 ou 18 de Março de 1711, Duclerc foi assassinado em condições misteriosas, por um grupo de mascarados, na casa onde estava detido. De acordo com o cônego Fernandes Pinheiro, Duclerc seria uma pessoa que particularmente incomodava o então governador Francisco de Castro Morais, "…que não sabia como desfazer-se dele…". À época, encontravam-se na cidade 600 prisioneiros franceses, o que era um número expressivo. Cogitou-se em remetê-los para a capitania de Pernambuco, mas João V de Portugal deliberou que a Bahia seria o melhor destino
A versão do romance histórico "Os franceses no Rio de Janeiro", de Manuel Duarte Moreira de Azevedo, onde um personagem executa Duclerc numa cilada, na casa do tenente Gomes da Silva, tem apoio em um documento sobre as sesmarias na capitania do Rio de Janeiro pois o personagem, na vida real Francisco Moniz de Albuquerque, foi agraciado com uma sesmaria na região do atual município de Petrópolis, em 23 de janeiro de 1714.
Mais tarde, em Setembro de 1711, uma esquadra francesa mais poderosa, sob o comando de René Duguay-Trouin, logrou sucesso no ataque ao Rio de Janeiro e, embora não tivesse vindo expressamente para libertar os prisioneiros franceses sobreviventes do assalto de Duclerc, obteve a liberdade dos mesmos e extraiu do governador Castro Morais um expressivo resgate.
Após a primeira invasão, Castro Morais investira Antônio Barbosa Leitão nos postos de tenente da Ilha das Cobras e chefe da Forte de Santo Antônio da Ilha das Cobras. Mas o estado em que, um ano mais tarde, Duguay-Trouin veio encontrar as fortalezas do Rio de Janeiro, bem mostra a imprudência dos responsáveis pela capitania e a incúria da metrópole, que ignorava os pedidos dos engenheiros por verbas, para que se levassem a cabo as suas obras de manutenção.